# Мілан Стоянович
Милан Стоянович (сербохорв. Milan Stojanović / Милан Стојановић, нар. 28 грудня 1911, Белград  — пом. ?) —  югославський футболіст, що грав на позиції воротаря. Відомий виступами за клуб БСК. Півфіналіст чемпіонату світу 1930 року (як запасний воротар збірної). 

## Життєпис
У фінальному турнірі чемпіонату Югославії провів два сезони у складі БСК, зігравши загалом 17 матчів. Здобув срібло першості 1929 року. 
У 1930 році відправився зі збірною на перший чемпіонат світу з футболу.  Югославія стала однією з небагатьох європейських збірних, що погодились поїхати до далекого Уругваю, до того ж команда відправилась у не найсильнішому складі, адже через конфлікт у федерації збірну представляли лише сербські футболісти. Незважаючи на це, югославська команда виступила найвдаліше з європейців, дійшовши до півфіналу. Стоянович жодного матчу на турнірі не зіграв, лишаючись дублером Милована Якшича.

## Титули і досягнення
- Бронзовий призер чемпіонату світу: 1930